# Сильберман, Жан-Батист
Жан-Батист Сильберман (фр. Jean-Baptiste Silbermann; 1763—1807) — французский военный деятель, полковник (1805 год), участник революционных и наполеоновских войн.

## Биография
Родился в семье Иоганна Зильберманна (фр. Johannes Jacob Silbermann; 1725-1797) и его супруги Марии Хеннинг (фр. Maria Barbara Henning; 1729-1799). Был женат на Марие Буртш (фр. Marie Bourtsch), от которой имел сына Адольфа (фр. Adolphe Silbermann). 14 августа 1782 года в возрасте 19 лет поступил на военную службу солдатом Буйонского пехотного полка (с 1 января 1791 года – 98-й пехотный полк). 10 января 1789 года получил звание старшего сержанта. 25 августа 1791 года стал аджюданом, а 27 мая 1792 года – старшим аджюданом. 15 марта 1793 года был избран капитаном. Участвовал в кампаниях 1792-94 годов в рядах Северной армии, сражался при Вальми и Жемаппе.
11 ноября 1796 года был определён с чином капитана в полк гренадеров гвардии Конвента. 5 октября 1797 года Сильберман вышел в отставку.
16 октября 1798 года возвратился к активной службе с назначением в 59-ю полубригаду линейной пехоты. 13 июня 1800 года произведён в командиры батальона. 29 августа 1803 года его полубригада включена в состав пехотной дивизии Партуно в лагере Компьень. С 5 октября 1803 года служил под началом полковника Лакюэ. 31 октября 1804 года Малер сменил Партуно во главе дивизии, и под его началом Сильберманн участвовал в Австрийской кампании 1805 года в составе 6-го корпуса маршала Нея Великой Армии. 9 октября 1805 года отличился при Гюнцбурге, где героически погиб Лакюэ.
27 декабря 1805 года, за успешные действия в кампании, был произведён в полковники, и назначен командиром 55-го полка линейной пехоты. Принимал участие в Прусской кампании 1806 года и Польской кампании 1807 года в составе дивизии Сент-Илера 4-го корпуса маршала Сульта. Отличился в сражении 14 октября 1806 года при Йене. 8 февраля 1807 года в сражении при Эйлау был тяжело ранен картечной пулей, которая раздробила правую руку, плечо и прошла через грудь. Также в этот день смертельное ранение получил генерал Варе, в чью бригаду входил 55-й полк, и погиб полковник Лемаруа, чей 43-й полк также был частью бригады Варе. Полковник Сильберманн умер от ран 4 марта 1807 года в военном госпитале Зихозино в возрасте 43 лет.

## Воинские звания
- Солдат (14 августа 1782 года);
- Старший сержант (10 января 1789 года);
- Младший лейтенант (25 августа 1791 года);
- Лейтенант (27 мая 1792 года);
- Капитан (15 марта 1793 года);
- Командир батальона (13 июня 1800 года, утверждён 21 октября 1800 года);
- Полковник (27 декабря 1805 года).

## Награды
Легионер ордена Почётного легиона (14 июня 1804 года)